# Acalypha platyphylla
Acalypha platyphylla é uma espécie de flor do gênero Acalypha, pertencente à família Euphorbiaceae.